# Ioana Rotaru
Ioana Cristina Rotaru (* 4. Januar 1984 in Câmpulung Moldovenesc, Rumänien; Geburtsname Ioana Cristina Papuc) ist eine ehemalige rumänische Ruderin. Sie wurde 2004 Olympiasiegerin und ist dreifache Europameisterin.

## Karriere
Erste internationale Erfolge konnte Rotaru unter ihrem Geburtsnamen Papuc zwischen 1999 und 2002 feiern, als sie fünf Medaillen bei den Weltmeisterschaften der Junioren gewann. Bereits als 17-Jährige wurde sie auch bei den Weltmeisterschaften in Luzern eingesetzt, wo sie einen siebten Platz im Vierer ohne Steuerfrau belegte. Danach strebte sie in den erfolgreichen rumänischen Frauen-Achter und belegte dort im Jahr 2002 Platz 4. Im Folgejahr konnte sie sich allerdings nicht im Achter platzieren, sie startete stattdessen im Doppelvierer und belegte Platz 10. Zu den Olympischen Sommerspielen 2004 in Athen kehrte sie in den Achter zurück und gewann gemeinsam mit Rodica Șerban, Viorica Susanu, Aurica Bărăscu, Liliana Gafencu, Elisabeta Lipă, Georgeta Andrunache, Doina Ignat und Steuerfrau Elena Georgescu die Goldmedaille.
Nach den Spielen beendeten viele der sehr erfolgreichen rumänischen Ruderinnen des Goldachters ihre Karrieren, da sie abgesehen von Rotaru und Șerban bereits viele Jahre im Rudersport aktiv waren. Rotaru gehörte deshalb in den Folgejahren durchgehend dem rumänischen Achter an und gewann Silbermedaillen bei den Weltmeisterschaften 2005 und 2007. Gleichzeitig startete sie 2006 und 2007 in jeweils einer weiteren Bootsklasse bei den Weltmeisterschaften, was überlicherwiese nur von sehr starken Ruderern gemacht wird. Zu den Olympischen Sommerspielen 2008 konzentrierte sich Rotaru wieder voll auf den Achter und gewann in Peking die Bronzemedaille hinter den USA und den Niederlanden. Nebenbei gelangen ihr zwei Erfolge mit dem Achter bei den neu eingeführten Ruder-Europameisterschaften 2007 und 2008.
Mit der Bronzemedaille von Peking beendete Rotaru zunächst ihre internationale Ruderkarriere. 2012 zu den nächsten Olympischen Spielen trat sie allerdings wieder in Erscheinung und qualifizierte sich direkt für den rumänischen Frauen-Achter. Dieser hatte zwischenzeitlich einige WM-Medaillen und alle Europameisterschaften seit 2007 gewonnen, konnten in London mit Rotaru aber lediglich den vierten Platz belegen. Beim EM-Sieg 2012 des rumänischen Achters in Varese war Rotaru aber noch einmal beteiligt.
Rotaru startete für den Verein Marina CSS. Bei einer Körperhöhe von 1,83 m hatte sie ein Wettkampfgewicht von 79 kg.